# 東京都道15号府中清瀬線

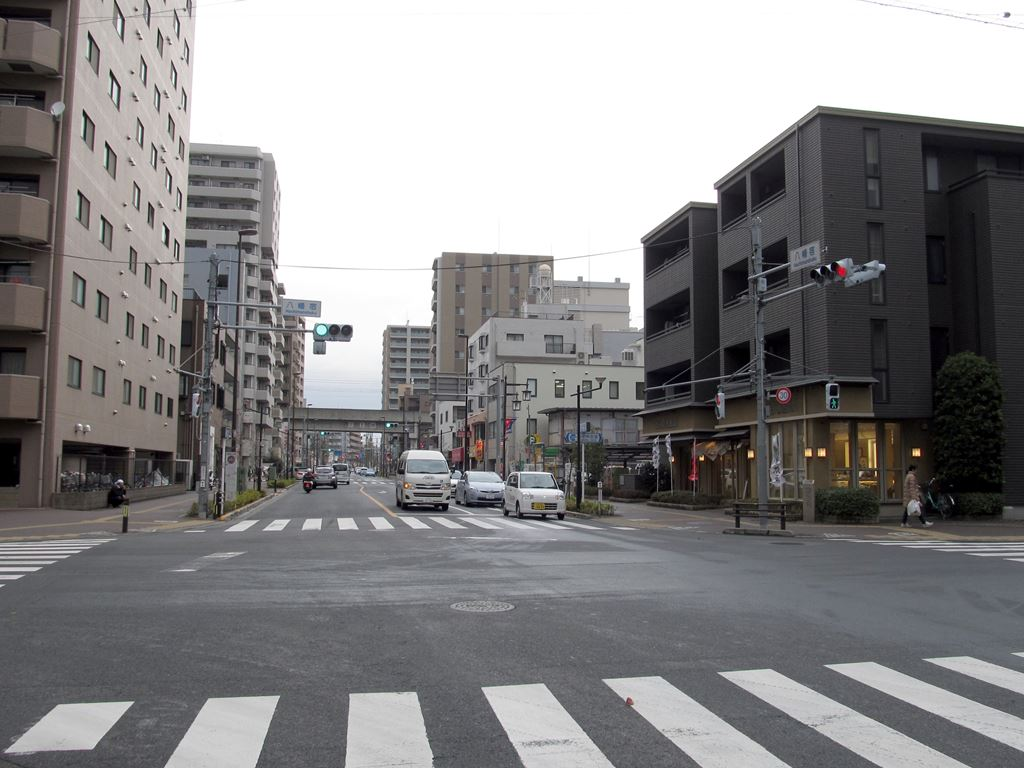
起点、八幡宿交差点。手前から奥に本道。左右に旧甲州街道。

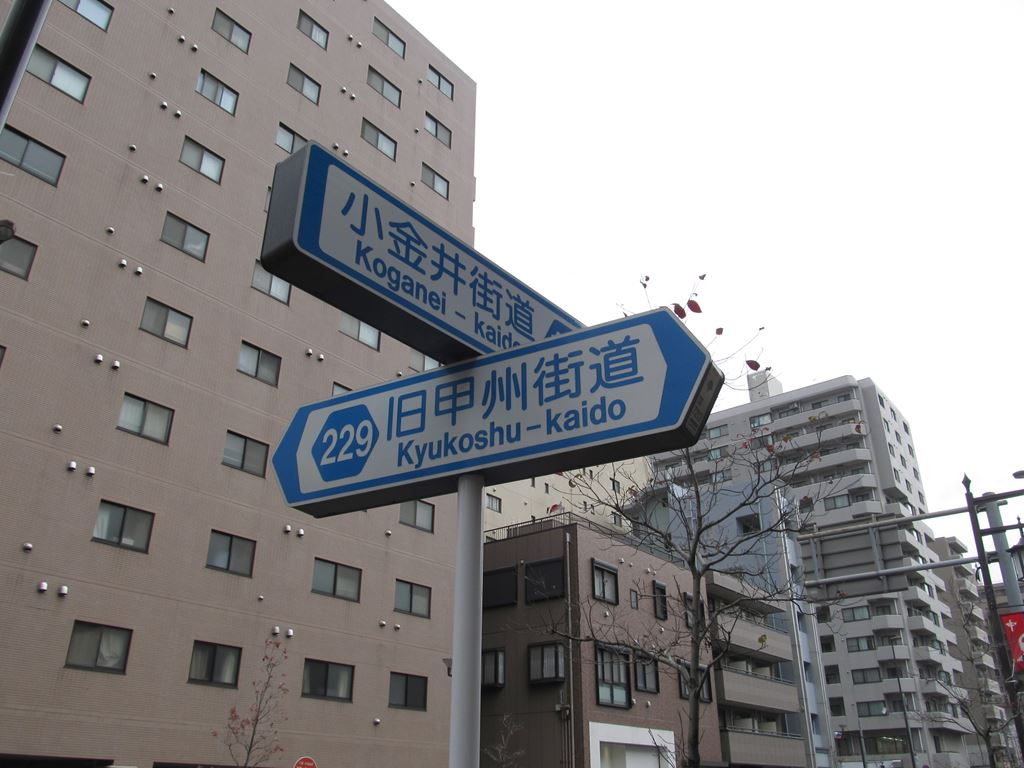
起点、八幡宿交差点。

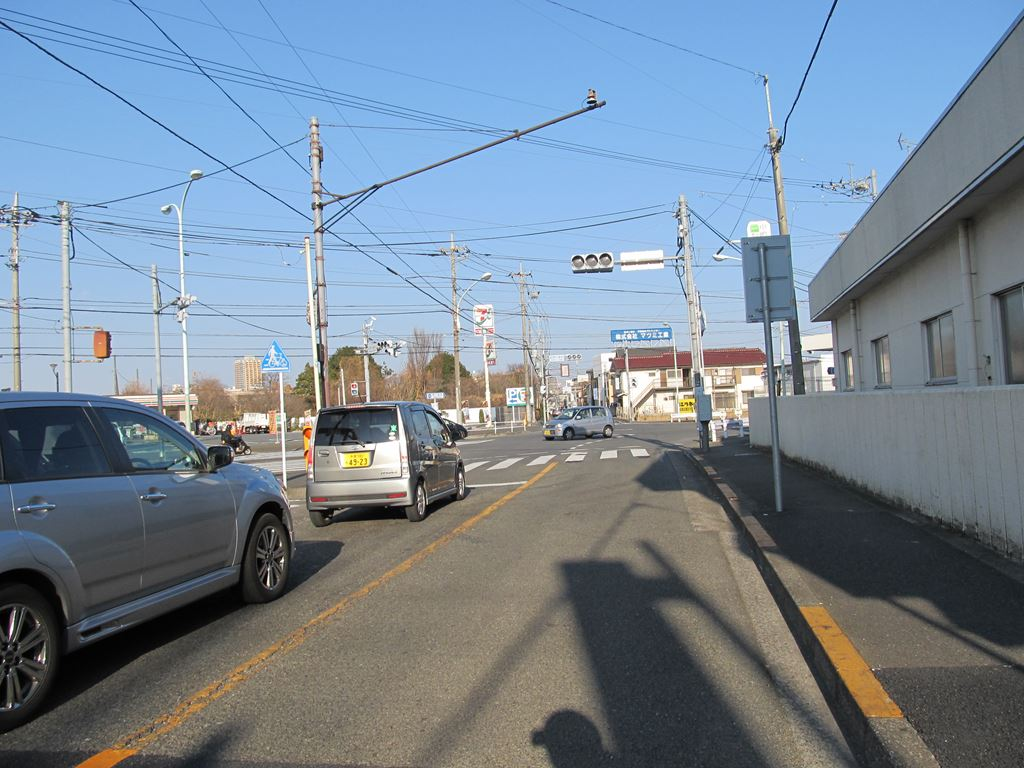
東八との交差点

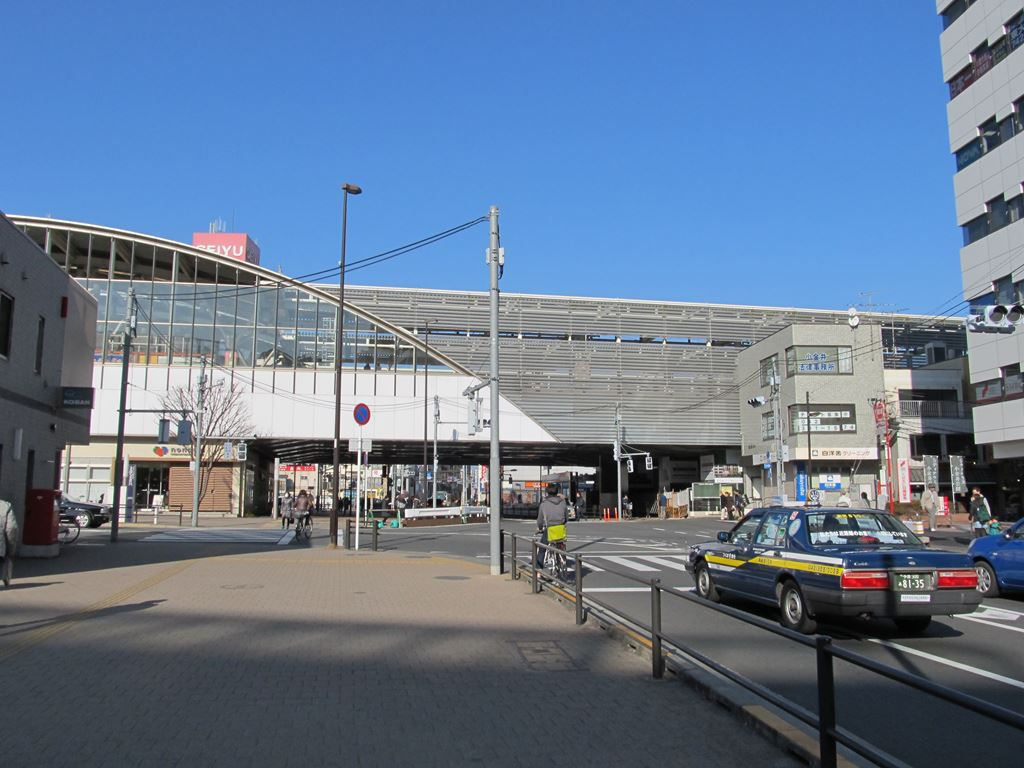
小金井街道踏切立体化後

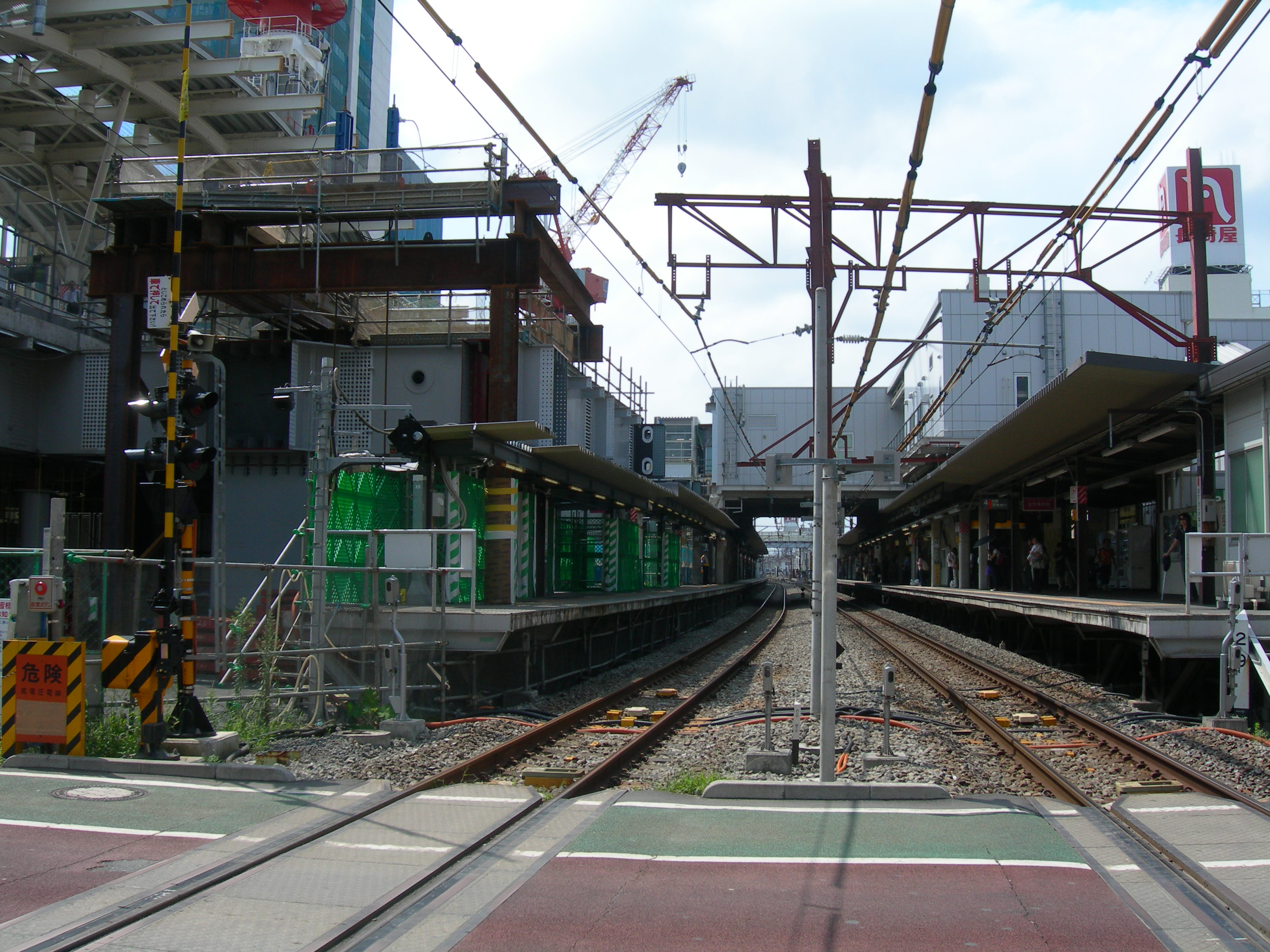
小金井街道踏切。立体化前（2008年8月撮影）

東京都道15号府中清瀬線（とうきょうとどう15ごう ふちゅうきよせせん）は、東京都府中市から清瀬市に至る主要地方道（東京都道）である。通称は小金井街道・新小金井街道。

## 路線データ
- 起点：府中市八幡町一丁目（東京都道229号府中調布線交点＝八幡宿交差点）[注 1]
- 終点：清瀬市（東京都道24号練馬所沢線交点（きよせの森総合病院 東南角））[注 2]
- 延長：15,759 m
- 面積：224,995 m2（2013年4月1日現在）
- 通称：小金井街道（東京都通称道路名設定公告整理番号69）
- 都市計画路線名：小金井3・4・13、小平3・4・17、東村山3・4・7、小金井3・4・14、府中3・5・17、府中3・4・18、東村山3・4・19[1]
- 都道認定要件：主要地と主要地とを連絡する道路

西武新宿線と西武池袋線との交差部は踏切になっており、これら踏切を挟んだ区間では渋滞が起きやすい。JR中央本線との交差部「小金井街道踏切」はかつて「開かずの踏切」と呼ばれており、ピーク時の遮断時間は1時間あたり58分であったが、2007年（平成19年）に下り線が高架化、2009年（平成21年）12月に上り線の高架化によって廃止された。

## 路線状況

### 通称・バイパス
本線
- 小金井街道：八幡宿交差点（起点、東京都道229号府中調布線交点） - 清瀬市元町・名称なし交差点（終点、東京都道・埼玉県道24号練馬所沢線交点）

支線
- 新小金井街道：滝山南交差点（東京都道5号新宿青梅線〈新青梅街道〉・東京都道248号府中小平線〈新小金井街道〉交点） - 清瀬市上清戸・名称なし交差点（東京都道・埼玉県道24号練馬所沢線、埼玉県道・東京都道40号さいたま東村山線支線交点）
- 東村山3・4・13号：清瀬市松山1丁目・名称なし交差点（府中清瀬線本線＝小金井街道交点） - 同市松山1丁目・名称なし交差点（府中清瀬線支線＝新小金井街道交点）

### 重複区間
本線
- 東京都道132号小川山田無線（鈴木町交差点 - 小平市花小金井南町・名称なし交差点）
- 東京都道234号前沢保谷線（前沢宿交差点 - 前沢北交差点）[3]

支線（新小金井街道）
- 東京都道129号東村山東久留米線（滝山団地中央交差点 - 滝山団地北交差点間）
- 埼玉県道・東京都道40号さいたま東村山線支線（松山三丁目交差点 - 清瀬市上清戸・名称なし交差点〈東京都道・埼玉県道24号練馬所沢線、埼玉県道・東京都道40号さいたま東村山線支線交点〉間）※支線の一部

## 地理

### 通過する自治体
- 府中市
- 小金井市
- 小平市
- 東久留米市
- 清瀬市

また、松山三丁目交差点内とバイパスである新小金井街道が一部埼玉県新座市域を掠めているが、通過する自治体には含まれていない。

### 交差する道路
本線
| 接続する道路                                                    | 接続する道路                                                     | 交差点名       | 所在地           | 所在地                     |
| --------------------------------------------------------------- | ---------------------------------------------------------------- | -------------- | ---------------- | -------------------------- |
| 東京都道229号府中調布線（旧甲州街道）                           | 東京都道229号府中調布線（旧甲州街道）                            | 八幡宿 ※起点   | 東京都           | 府中市                     |
| 国道20号（甲州街道）                                            | 国道20号（甲州街道）                                             | 小金井街道入口 | 東京都           | 府中市                     |
| 東京都道248号府中小平線（新小金井街道）                         | 東京都道248号府中小平線（新小金井街道）                          | 前原交番西     | 東京都           | 小金井市                   |
| 東京都道14号新宿国立線（東八道路）                              | 東京都道14号新宿国立線（東八道路）                               | 前原交番       | 東京都           | 小金井市                   |
| 東京都道134号恋ヶ窪新田三鷹線（連雀通り）                       | 東京都道134号恋ヶ窪新田三鷹線（連雀通り）                        | 前原坂上       | 東京都           | 小金井市                   |
| 東京都道135号武蔵小金井停車場線                                 |                                                                  |                | 東京都           | 小金井市                   |
| 東京都道7号杉並あきる野線（五日市街道）                         | 東京都道7号杉並あきる野線（五日市街道）                          | 小金井町橋     | 東京都           | 小金井市                   |
| 東京都道132号小川山田無線（鈴木街道）                           | （鈴木街道）                                                     | 鈴木町         | 東京都           | 小平市                     |
|                                                                 | 東京都道132号小川山田無線                                        |                | 東京都           | 小平市                     |
|                                                                 | 東京都道132号小川山田無線支線                                    |                | 東京都           | 小平市                     |
| 東京都道253号保谷狭山自然公園自転車道線（多摩湖自転車歩行者道） |                                                                  |                | 東京都           | 小平市                     |
| 東京都道5号新宿青梅線（青梅街道）                               | 東京都道5号新宿青梅線（青梅街道）                                | 花小金井       | 東京都           | 小平市                     |
| 東京都道227号小平停車場野中新田線（東京街道）                   | （東京街道）                                                     | 北野中         | 東京都           | 小平市                     |
| 東京都道5号新宿青梅線パイパス（新青梅街道）                     | 東京都道5号新宿青梅線パイパス（新青梅街道）                      | 花小金井四丁目 | 東京都           | 小平市                     |
| （滝山通り）                                                    |                                                                  | 滝山東         | 東京都           | 東久留米市                 |
| （新所沢街道）                                                  | 東京都道4号東京所沢線パイパス（新所沢街道）                      | 前沢南         | 東京都           | 東久留米市                 |
| 東京都道4号東京所沢線（所沢街道）                               | 東京都道4号東京所沢線（所沢街道）                                | 前沢           | 東京都           | 東久留米市                 |
|                                                                 | 東京都道234号前沢保谷線                                          | 前沢北         | 東京都           | 東久留米市                 |
| 東京都道234号前沢保谷線                                         |                                                                  | 前沢宿         | 東京都           | 東久留米市                 |
| 支線（新小金井街道）                                            | 支線・埼玉県道・東京都道40号さいたま東村山線支線（新小金井街道） | 松山三丁目     | 東京都 埼玉県 境 | 東久留米市 清瀬市 新座市境 |
|                                                                 | （水道道路）                                                     | 松山三丁目     | 東京都 埼玉県 境 | 東久留米市 清瀬市 新座市境 |
|                                                                 | 支線                                                             |                | 東京都           | 清瀬市                     |
| 東京都道226号東村山清瀬線                                       |                                                                  |                | 東京都           | 清瀬市                     |
|                                                                 | 東京都道24号練馬所沢線                                           | ※終点          | 東京都           | 清瀬市                     |
| 東京都道40号さいたま東村山線（志木街道）                        | 東京都道40号さいたま東村山線（志木街道）                         | 郵便局前       | 東京都           | 清瀬市                     |
| 東京都道24号練馬所沢線（小金井街道） 所沢・狭山市方面           |                                                                  |                |                  |                            |

支線（新小金井街道）
| 接続する道路                                                                 | 接続する道路                                | 交差点名     | 所在地           | 所在地                     |
| ---------------------------------------------------------------------------- | ------------------------------------------- | ------------ | ---------------- | -------------------------- |
| 東京都道248号府中小平線（新小金井街道）小金井・府中・是政方面                |                                             |              |                  |                            |
| 東京都道5号新宿青梅線パイパス（新青梅街道）                                  | 東京都道5号新宿青梅線パイパス（新青梅街道） | 滝山南       | 東京都           | 小平市                     |
| 東京都道129号東村山東久留米線（滝山通り）                                    | （滝山通り）                                | 滝山団地中央 | 東京都           | 東久留米市                 |
| （新所沢街道）                                                               | 東京都道129号東村山東久留米線（新所沢街道） | 滝山団地北   | 東京都           | 東久留米市                 |
| 東京都道4号東京所沢線（所沢街道）                                            | 東京都道4号東京所沢線（所沢街道）           | 下里二丁目   | 東京都           | 東久留米市                 |
| 本線（小金井街道）                                                           | 本線（小金井街道）                          | 松山三丁目   | 東京都 埼玉県 境 | 東久留米市 清瀬市 新座市境 |
|                                                                              | （水道道路）                                | 松山三丁目   | 東京都 埼玉県 境 | 東久留米市 清瀬市 新座市境 |
| 支線                                                                         |                                             |              | 東京都           | 清瀬市                     |
| 東京都道24号練馬所沢線（ひまわり通り）                                       |                                             |              | 東京都           | 清瀬市                     |
| 東京都道40号さいたま東村山線支線（新小金井街道）中清戸・志木駅・さいたま方面 |                                             |              |                  |                            |

支線（東村山3・4・13号）
- 東京都道15号府中清瀬線（本線・小金井街道）
- 東京都道15号府中清瀬線（支線・新小金井街道）

### 交差する鉄道と河川
- 京王線：東府中駅 - 府中駅間（アンダーパス）
- 野川（新前橋）
- 中央線快速：武蔵小金井駅付近（アンダーパス）
- 玉川上水（小金井橋）
- 西武新宿線：花小金井駅付近（踏切）
- 落合川（弁天橋）
- 黒目川（本線：上落馬橋、支線：平成橋）
- 野火止用水（松山三丁目交差点附近）
- 西武池袋線：清瀬駅付近（本線：踏切、支線：アンダーパス）

## 歴史
都道15号本線である「小金井街道」については、前沢宿交差点（東久留米市）から清瀬方面に向かう路線が歴史的に大きく変更されている。
現在の「小金井街道」にあたる路線「東京府縣道八一号 府中志木線」は、かつて前沢宿を東に折れて米津寺の東側を清瀬方面に向かう路線であった。
昭和14年（1939年）に傷病軍人東京療養所が清瀬に設置、現在の「所沢街道」から「小金井街道」経由で清瀬の療養所まで傷病者を搬送を行う、軍からの要請もあり「小金井街道」は前沢宿から北方へ直進できるよう、道路を延長する工事が昭和14年から突貫で行なわれ、翌15年に完成した。
この工事による路線変更は、「警視庁東京府公報 第1852号」（昭和14年1月）で公告された。